# Fairfax (California)
Fairfax, fundado en 1931, es un pueblo ubicado en el condado de Marin en el estado estadounidense de California. En el año 2000 tenía una población de 7.319 habitantes y una densidad poblacional de 1.330,7 personas por km².

## Geografía
Fairfax se encuentra ubicado en las coordenadas 37°59′14″N 122°35′20″O / 37.98722, -122.58889. Según la Oficina del Censo, la ciudad tiene un área total de 5,5 km² (2,1 mi²), de la cual 5,5 km² (2,1 mi²) es tierra y 0 km² (0 mi²) (0%) es agua.

## Demografía
Según la Oficina del Censo en 2000 los ingresos medios por hogar en la localidad eran de $58,465, y los ingresos medios por familia eran $68,308. Los hombres tenían unos ingresos medios de $51,457 frente a los $40,815 para las mujeres. La renta per cápita para la localidad era de $34,0805. Alrededor del 6,5% de la población estaban por debajo del umbral de pobreza.